# Чинар (Дагестан)
Чинар — село в Дербентська районі Дагестану, за 14 км на північний захід від міста Дербент.

## Фізико-географічна характеристика

### Географія
Розташоване на стику Приморської низовини і південно-східних передгір'їв Предгорного Дагестану, за 3 км на захід від залізничної станції Дагестанські Вогні, на висоті 41 м над рівнем моря, на північний схід від м. Барафтау (208 м) .
Чинар знаходиться поблизу 942-го кілометра федеральної автомобільної магістралі М29 Кавказ E 119 с якої з'єднаний асфальтованою дорогою. Воно простягнулося з північного заходу на південний схід більш ніж на 3 км паралельно федеральної автотрасі.

## Історія
За переказами, під час навали Надір-шаха поблизу території Чинара (в місцевості Іран-харабе [4] [5] [6], тобто загибель Ірану) розгорілася остання битва між персами і дагестанцями. Тут вони зазнали остаточної поразки.
Лощина, розташована в епіцентрі цих подій, отримала назву 'К'аннудере' (там, де знаходиться вулиця Садова), що значить "криваве ущелині '. Згідно з переказами, вона була заповнена кров'ю, про що говорить сама назва. 
Село Чинар утворено в 1952 році на базі селища 2-го відділення радгоспу ім. Маленкова (пізніше Ілліча), жителями Агульского (сс. Амух, Анклух, Цірхе) і Дербентського (с. Більгаді) районів. Пізніше переселилася частина жителів с. Буршаг Агульского району. 
- У 1964-71 радгосп об'єднаний з радгоспом ім. Ілліча.
- Перед об'єднанням з радгоспом імені Ілліча планувалося побудувати виноробний завод.
- Виноробний радгосп «50 років ДАССР».

У 1978 утворений самостійний сільська рада, шляхом виділення з Зідьянского. 

### Етимологія
Названо на честь Чінарова гаї, розташованої в районі покинутого села Кемах.

## Населення
Населення 4357 жителей (перепись 2002) — 
- жителів (перепис 2002) - 2-е місце в районі (1-е - село Геджух, 6367 чол).
- 50-е місце в Республіці Дагестан (на 1-м - с. Ахти, 13152 чол).
- 419-е місце на Північному Кавказі (на 1-му місці - станиця Орджонікідзевська, 65112 чол).
- 1070-е місце в Росії (на 1-му місці - станиця Орджонікідзевська, 65112 чол).

Місце Чинара по переписів 1970-2010 рр.. 
|            | 1970  | 1979   | 1989   | 2002   | 2010 |
| Район      | 7-е   | третій | третій | 2-е    |      |
| Республіка | 107-е | 70-е   | 52-е   | 50-е   |      |
| Регіон     |       |        |        | 419-е  |      |
| Країна     |       |        |        | 1070-е |      |

Динаміка чисельності населення Чинара за 1959-2010 гг.Год Населення, чол. 
1959 
Динаміка чисельності населення Чинара за 1959-2010 гг.